# Səftər Cəfərov
Səftər Məmməd oğlu Cəfərov (ros. Сафтар Мамед оглы Джафаров, Saftar Mamied ogły Dżafarow; ur. w czerwcu 1900 w Baku, zm. 18 listopada 1961 tamże) – przewodniczący Prezydium Rady Najwyższej Azerbejdżańskiej SRR (1959-1961).

## Życiorys
W 1920 został członkiem RKP(b), w 1922 służył w Armii Czerwonej, był dowódcą dywizji. Studiował na Wydziale Prawnym Azerbejdżańskiego Uniwersytetu Państwowego, w latach 1932-1935 był prokuratorem Azerbejdżańskiej SRR i jednocześnie ludowym komisarzem sprawiedliwości Azerbejdżańskiej SRR, a w latach 1935-1937 pełnomocnikiem Ludowego Komisariatu Zapasów ZSRR na Azerbejdżańską SRR. W 1937 stał na czele Centralnego Komitetu Wykonawczego (CIK) Nachiczewańskiej ASRR, potem został zarządcą azerbejdżańskiego trustu bawełnianego i następnie stałym przedstawicielem Azerbejdżańskiej SRR przy Radzie Komisarzy Ludowych ZSRR, od 27 października 1940 do 1947 był ludowym komisarzem/ministrem rolnictwa Azerbejdżańskiej SRR. W latach 1947–1957 był sekretarzem Prezydium Rady Najwyższej Azerbejdżańskiej SRR, kolejno w latach 1957-1959 zastępcą przewodniczącego, a od 26 listopada 1959 do 18 listopada 1961 przewodniczącym Prezydium Rady Najwyższej Azerbejdżańskiej SRR. Jednocześnie od 15 grudnia 1959 do końca życia był członkiem Biura KC Komunistycznej Partii Azerbejdżanu, a od 31 października do 18 listopada 1961 członkiem Centralnej Komisji Rewizyjnej KPZR. Został odznaczony Orderem Lenina (1943) i Orderem Czerwonego Sztandaru Pracy (27 kwietnia 1940).